# Thymoites lobifrons
Thymoites lobifrons là một loài nhện trong họ Theridiidae.
Loài này thuộc chi Thymoites. Thymoites lobifrons được Eugène Simon miêu tả năm 1894.